# حسن فصیحی شیرازی
حسن فصیحی شیرازی (۱۲۹۰– ۱۳۸۵ شمسی) شاعر، نویسنده، خوش‌نویس و محقّق ادبیّات فارسی بود.

## زندگی‌نامه
حسن فصیحی شیرازی متخلّص به «احسان» در سال ۱۲۹۰ هجری شمسی در شیراز به دنیا آمد. وی بغیر از اتمام تحصیلات ابتدائی و متوسّطهٔ خود در مدارس شیراز، تا سنّ پانزده سالگی در مکتب شوریده شیرازی (فصیح الملک) پرورش یافت و بدینوسیله ادبیّات فارسی و عربی و فنون ادبی را از باب خویش آموخت و از کودکی به واسطهٔ طبع ارثی خداداد به سرودن شعر و شاعری پرداخت. وی همچنین رموز و فنون خطّ زیبای نستعلیق و شکسته نستعلیق را از میرزا علینقی خوشنویس، خطّاط و کاتب معروف آموخت و خود بتدریج خوشنویسی توانا گردید و در طول عمر سحر بیان و بنان خود را در کتابهای متعدّدی جاودانه ساخت.
فصیحی به موسیقی قدمتی ایران نیز آشنائی داشت و نواختن تار را نیز از استادان موسیقی وقت و پدر خود که در نواختن سازهای ایرانی مهارت داشت، آموخت.

## مشاغل
فصیحی در سال ۱۳۱۷شمسی زادگاه خود شیراز را ترک کرد و به تهران رفت و در وزارت دارائی خدمات دولتی خویش را آغاز کرد. چند سالی پس از آن خود را به وزارت کشاورزی انتقال داد و از صاحب‌منصبان عالی‌رتبه گشت و مشاغلی حسّاس چون مدیر کلّ دفتر وزارتی و مدیر کلّ بنگاه شیمیائی آن وزارتخانه را بعهده داشت. وی همچنین از مجریان اصلی اصلاحات ارضی و لغو فئودالیسم یا رژیم ارباب رعیّتی در ایران بود.

## آثار
از احسان آثار خطّی چندی نیز انتشار یافته که به قرار ذیل است:
- غزلیّات شوریده شیرازی (فصیح الملک)، ۱۳۲۵ شمسی، چاپخانه مجلس.
- قانون اساسی ایران و متمم و ضمائم آن، ۱۳۴۲ شمسی، سازمان مستقلّ چاپخانه دولتی.
- ارمغان احسان (دیوان اشعار) ۱۳۵۰ شمسی.
- آئینهٔ حق نما، ۱۳۵۵ شمسی.
- برگزیده‌ای از دیوان اشعار حسن فصیحی – احسان، ۱۳۷۲ شمسی.
- کلیّات دیوان شوریده شیرازی (فصیح الملک) در دو جلد بخط و شرح و تحشیه حسن فصیحی شیرازی (احسان). (این کتاب پس از فوت احسان به اهتمام دکتر خسرو فصیحی پسر ارشد وی در سال ۱۳۸۸ شمسی به وسیلهٔ مؤسّسهٔ مطالعات اسلامی دانشگاه‌های تهران و مک گیل کانادا انتشار یافت).

## فهرست منابع
1. 1 2  فصیحی شیرازی، حسن (۱۳۵۰). ارمغان احسان.
2. ↑  آرام، احمد. گوهر عمر. صص. ۱۰۴.
3. ↑  اکبر، رضیه. فارسی نغز. صص. ۱۶.
4. ↑  امداد، حسن. انجمنهای ادبی شیراز.
5. ↑  حمیدی، کاظم. دهمین بهار سخن در انجمن ادبی گلستان سعدی.